# RABまつり
RABまつり（アールエービーまつり）は青森放送（以降RAB）主催で毎年秋に開催しているイベント。

## 概要
RABまつりは2005年からアスパムと青い海公演を会場に開催されている自社主催の大型イベント。
2020年と2021年は新型コロナウイルスの影響で開催を中止した。
2022年は会場を県営スケート場に移して開催した。
出演者は自社のアナウンサーや古坂大魔王が出演している。
このようなテレビ放送局主催のイベントは青森県内では自社と青森朝日放送のみとなっている。

## テレビ放送について
イベント開催日に会場からの中継で生放送番組を放送している。